# 清水出美
清水 出美（しみず いずみ、1943年11月1日 - ）は日本中央競馬会 (JRA) ・栗東トレーニングセンターに所属していた元騎手・元調教師。

## 来歴
1961年、11月より中京・星川泉士厩舎所属で騎手候補生となる。
1963年、騎手デビュー。同期は大崎昭一、鹿戸明、久保敏文、安田伊佐夫らがいる。
1966年、ハリウッドターフクラブ賞をキヨウエイヒカリで制し重賞初勝利を挙げる。
1968年、桜花賞をコウユウで制しクラシック初勝利を挙げる。
1980年にはフリーとなり、韓国・ソウルで開催されたARC国際騎手招待には中央代表として参戦。その後は栗東・梶与三男厩舎所属となるが、1984年、2月に調教師免許を取得し騎手を引退する。通算成績は2854戦287勝。
1986年、厩舎を開業する。3月16日、初出走となった小倉競馬場での第4競走は、ネイビーサツマが12着となる。7月12日、札幌競馬場での第1競走でゴールドシチーが勝利し、のべ32頭目で初勝利を挙げる。また、この年の阪神3歳ステークスもゴールドシチーが制し、JRA重賞初勝利ならびにGI初勝利を挙げる。

## 騎手成績
| 通算成績 | 1着 | 2着 | 3着 | 騎乗数 | 勝率 | 連対率 |
| -------- | --- | --- | --- | ------ | ---- | ------ |
| 平地     | 287 | 311 | 294 | 2852   | .101 | .210   |
| 障害     | 0   | 0   | 0   | 2      | .000 | .000   |
| 合計     | 287 | 311 | 294 | 2854   | .101 | .210   |

|            | 日付          | 競走名                   | 馬名             | 頭数 | 人気 | 着順 |
| ---------- | ------------- | ------------------------ | ---------------- | ---- | ---- | ---- |
| 初騎乗     | 1963年3月9日  | -                        | ダテセイシユン   | -    | -    | 5着  |
| 初勝利     | 1963年6月16日 | -                        | チエリークイン   | -    | -    | 1着  |
| 重賞初騎乗 | 1965年2月14日 | 中日杯                   | ハナビシ         | 9頭  | 8    | 7着  |
| 重賞初勝利 | 1966年10月9日 | ハリウッドターフクラブ賞 | キヨウエイヒカリ | 7頭  | 7    | 1着  |
| GI級初騎乗 | 1965年4月4日  | 桜花賞                   | スープリムオール | 23頭 | 12   | 23着 |
| GI級初勝利 | 1968年4月14日 | 桜花賞                   | コウユウ         | 24頭 | 6    | 1着  |

### 主な騎乗馬
- キヨウエイヒカリ（1966年ハリウッドターフクラブ賞）
- コウユウ（1967年デイリー杯3歳ステークス、1968年桜花賞）
- ハツホマレ（1980年アラブ大賞典 (春)）

その他
- ヤマニンバリメラ

## 調教師成績
|                  | 日付           | 競馬場・開催  | 競走名       | 馬名           | 頭数 | 人気 | 着順 |
| ---------------- | -------------- | ------------- | ------------ | -------------- | ---- | ---- | ---- |
| 初出走           | 1986年3月16日  | 1回小倉4日4R  | 4歳上500万下 | ネイビーサツマ | 11頭 | 9    | 4着  |
| 初勝利           | 1986年7月12日  | 2回札幌3日1R  | 3歳未勝利    | ゴールドシチー | 9頭  | 1    | 1着  |
| 重賞初出走       | 1986年7月27日  | 2回札幌8日10R | 札幌3歳S     | ゴールドシチー | 12頭 | 7    | 2着  |
| GI初出走・初勝利 | 1986年12月14日 | 5回阪神6日10R | 阪神3歳S     | ゴールドシチー | 8頭  | 3    | 1着  |

### 主な管理馬
- ゴールドシチー（1986年阪神3歳ステークス、1987年皐月賞2着、菊花賞2着）
- リキアイノーザン（1988年、阪神牝馬特別、1989年京都牝馬特別、中山牝馬ステークス、1990年京都牝馬特別）
- エリモブライアン（2001年ステイヤーズステークス）
- アイポッパー（2005年コーフィールドカップ2着、2006年ステイヤーズステークス、2007年阪神大賞典）
- ディアチャンス（2007年マーメイドステークス）